# Victor Entertainment
 (octobre 2019).
Si vous disposez d'ouvrages ou d'articles de référence ou si vous connaissez des sites web de qualité traitant du thème abordé ici, merci de compléter l'article en donnant les références utiles à sa vérifiabilité et en les liant à la section « Notes et références ».
JVC Kenwood Victor Entertainment Corporation (JVCケンウッド・ビクターエンタテインメント), anciennement connue comme Victor Music Industries (ビクター音楽産業, Bikutā Ongaku Kangyō) puis Victor Entertainment (ビクターエンタテインメント株式会社, Bikutā Entateinmento Kabushiki Kaisha), est une entreprise japonaise des médias et de divertissement, filiale de la compagnie JVC (Japan Victor Company).

## Histoire
Elle est créée en 1972 sous le nom Victor Music Industries, d'abord simple label de musique. Elle diversifie ensuite ses activités et change de nom en 1993, devenant Victor Entertainment et produisant désormais des disques, films, séries anime, jeux vidéo, etc. 
Elle change à nouveau de nom en avril 2014 pour devenir JVC Kenwood Victor Entertainment Corporation.